# Atemeya
Atemeya är en ort i Mexiko.   Den ligger i kommunen Yaonáhuac och delstaten Puebla, i den sydöstra delen av landet, 180 km öster om huvudstaden Mexico City. Atemeya ligger 1 664 meter över havet och antalet invånare är 205.
Terrängen runt Atemeya är kuperad söderut, men norrut är den bergig. Runt Atemeya är det ganska tätbefolkat, med 199 invånare per kvadratkilometer. Närmaste större samhälle är Teziutlan, 13,9 km sydost om Atemeya. I omgivningarna runt Atemeya växer huvudsakligen savannskog.